# Mapa das ideias
Mapa das ideias é uma empresa portuguesa dedicada à produção de conteúdos e realização de projectos nas áreas da cultura, do património e da cidadania. Fundada em 1999, por duas jovens sociólogas, actua principalmente na área da Grande Lisboa.
Defendendo que a cidadania plena passa pelo conhecimento, o trabalho que desenvolve encontra-se fortemente ligado à educação e, em particular, à museologia. Entre os seus numerosos projectos, destacam-se as colaborações com o museu Fábrica da Pólvora de Barcarena e com o Museu de Marinha, das quais resultou a modernização da comunicação dos mesmos com o público, através da introdução de novas tecnologias e da produção de diversos tipos de materiais educativos, especialmente vocacionados para os mais novos.
Dispondo de um número relativamente reduzido de colaboradores permanentes, com formação em áreas tão diversas como a sociologia, a arquitectura, a museologia, o teatro, a animação cultural e a estatística, possui um a estrutura de recursos humanos flexível, recorrendo, quando necessário, a uma rede de 60 profissionais e de parcerias, de acordo com as necessidades de cada cliente e com as especificidades de cada projecto.
A empresa produz sítios para a Internet, livros, estudos sociológicos, estudos de marketing e roteiros culturais. As soluções que apresenta não se destinam normalmente a suprir necessidades do imediato, mas sim à valorização cultural a médio e longo prazo das instituições que recorrem aos seus serviços.
Em 2004, foi incluída numa lista de 50 empresas de risco, como exemplo de empreendedorismo e de participação na renovação do tecido empresarial português.
Integra, actualmente, a instituição internacional GEM (Grupo para a Educação nos Museus), dedicada a promover a importância dos museus e de outras instituições culturais na educação.